# Kalmarsund
A Kalmarsund a svédországi Öland szigete és a Skandináv-félsziget szárazföldje között húzódó keskeny tengerszoros a Balti-tengeren. Hossza körülbelül 130 kilométer, szélessége 5 és 25 kilométer kötött váltakozik. Nevét Kalmar településsel nagyjából azonos időben kapta, bizonytalan, hogy melyiket nevezték így előbb. A szó jelentése végső soron a régi helyi svéd nyelvjárásban kőgörgeteget, kőhalmot, köves helyet jelent, ami a tengerben a hajózást veszélyeztette. A szorost a legkeskenyebb része közelében szeli át az 1972-ben befejezett, 6 kilométer hosszú Ölandi híd. A Kalmarsund északi, kiszélesedő részében terült el a Blå Jungfrun (Kék szűz) nevű sziklasziget, ami nemzeti parkjáról nevezetes.

## Története
A tengerszoros környéke már az északi bronzkorban lakott volt, sőt az újkőkorszakból, de még a középső kőkorszakból, i. e. 6000 körüli időkből is találtak errefelé leleteket.
Neve írásban legkorábbról az 1000-es évekből maradt fenn egy rúnakövön. A szoros legkeskenyebb része közelében a 12. században erődítményt építettek, ami később a kalmari vár alapja lett.

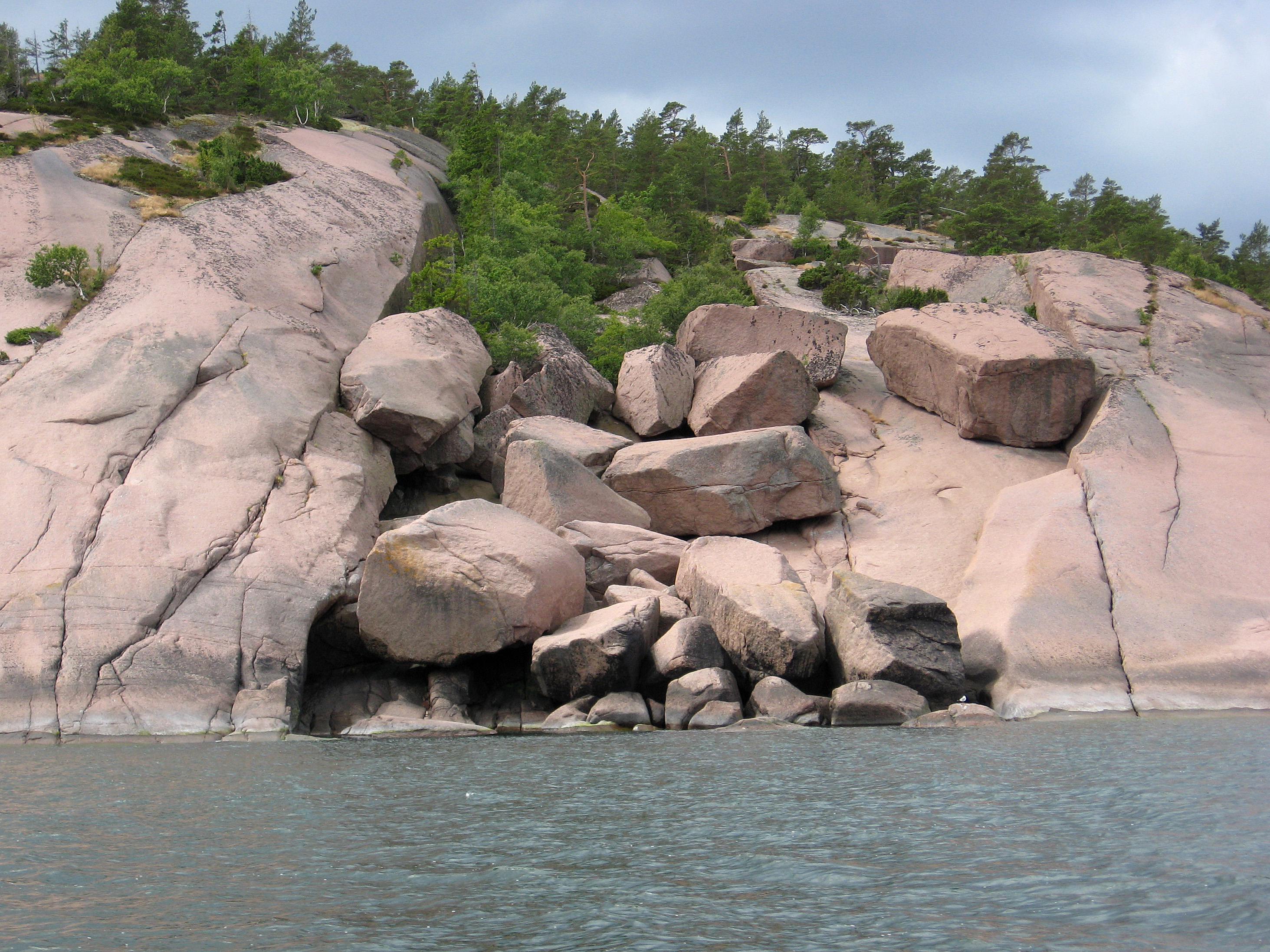
A Blå Jungfrun szigetnek a jégkorszakban feltört kövei
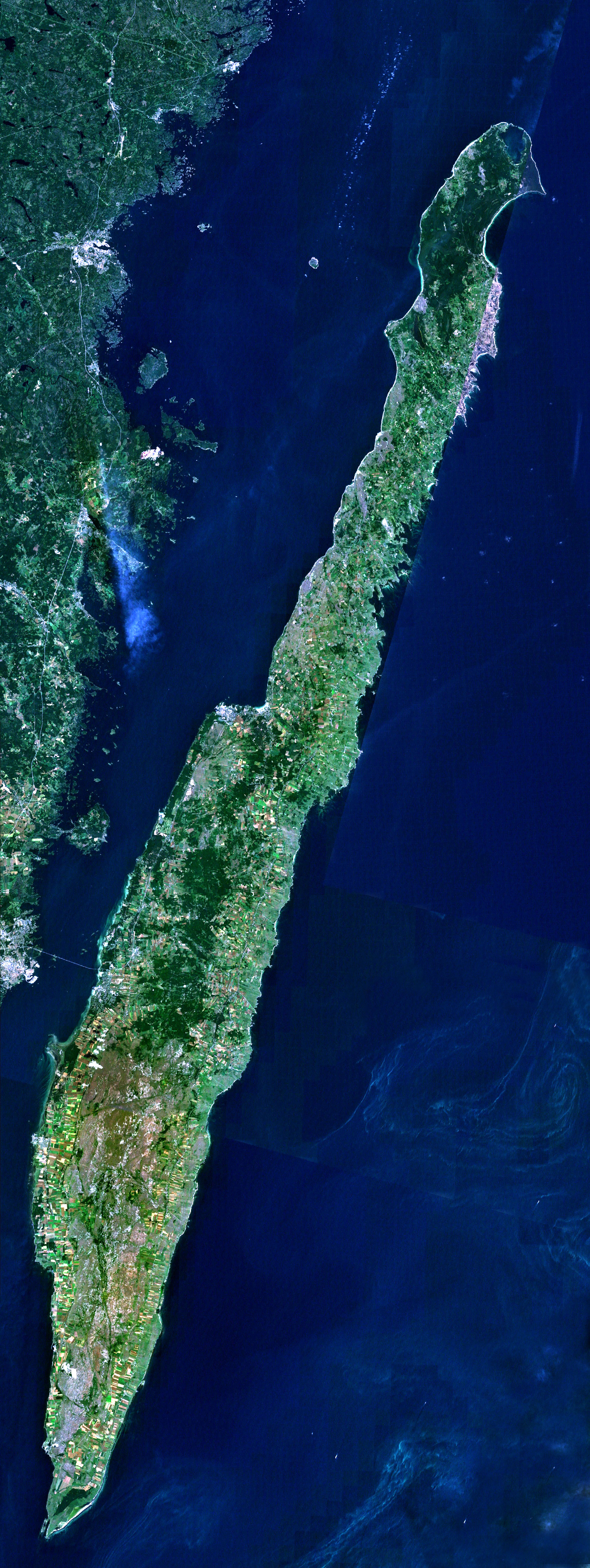
Öland szigete műholdfelvételen, nyugati oldalán (balra) a Kalmarsund